# 蒲姓
蒲姓為中文姓氏之一，在《百家姓》中排名第269位。

## 姓氏起源

### 漢族
- 舜子孫受封於蒲阪，子孫遂以蒲為氏。

### 少數民族
- 古時羌族某酋長家中有一個池子，其中生長的蒲草長約五尺，節子像竹節一樣，人們於是把酋長一家稱為蒲家，後來他們家也以蒲為姓。[原創研究？]

- 東晉氐族領袖苻洪，本為蒲姓，以讖緯而改姓。後封氐王，征北大將軍，假節。其子苻健建立前秦，前秦被姚秦滅亡後，苻氏後人多因避禍改為符姓，少數改回原本的蒲姓，也多半融入漢族。

- 回族改姓。
  - 如回回名“普刺”（蒲拉）就可以转化为蒲姓。同时，蒲姓又“是由Ahu的读音而来，而阿拉伯的人名之前，多加 Abu一字，中国读其音为‘阿蒲’，后省其‘阿’，则视为其姓‘蒲’了。”[1]

## 遷徙分佈
河東堂

## 延伸阅读
[在维基数据编辑]
 《百家姓》
 《欽定古今圖書集成·明倫彙編·氏族典·蒲姓部》，出自陈梦雷《古今圖書集成》

-蒲姓 （页面存档备份，存于）